# Carcinops carinata
Carcinops carinata är en skalbaggsart som beskrevs av Wenzel och Dybas 1941. Carcinops carinata ingår i släktet Carcinops och familjen stumpbaggar. Inga underarter finns listade i Catalogue of Life.